# 딜쿠샤
딜쿠샤(Dilkusha) 또는 앨버트 테일러 가옥은 서울특별시 종로구 사직로2길 17(행촌동 1-88, 89번지)에 자리잡고 있는 일제강점기에 건축된 지상 2층 규모의 서양식 주택으로, 대한제국 및 일제 강점기 조선에서 활동하던 미국의 기업인 겸 언론인 앨버트 테일러와 그의 아내 메리 린리 테일러가 살던 곳이다. 2017년 8월 8일 대한민국의 국가등록문화재 제687호로 지정되었으며, 저소득층 12세대가 거주해 오다가 퇴거하고 복원과정을 거쳐 2021년 3월 1일 개관했다.

## 역사
이 곳은 본래 행주대첩에서 큰 공을 세웠던 권율 장군의 집터로, 현재까지 건물 앞에는 당시부터 있던 수령 400년 이상된 은행나무가 있으며, 본 건물이 축조되기 전에는 마을 사람들의 성황당 및 공동 우물터로 쓰였다고 한다.
앨버트 테일러는 미국 출신의 광산업 및 무역업자로, AP 통신사는 1919년 고종의 승하 당시 이를 취재하기 위하여 조선에서 사업을 하던 그를 특파원으로 임명하였으며, 이후 테일러는 기업인인 동시에 통신사 특파원으로 활약하였다. 앨버트 테일러 부부는 1923년 독립문 인근의 언덕배기에 자리잡은 이곳에 붉은 벽돌로 영국식·미국식 건축법을 혼합하여 2층 건물을 지었다. 건축 시점에서 이 건물은 서울에서 가장 규모가 큰 서양식 주택이기도 했다. 집의 별칭인 딜쿠샤는 테일러의 아내 메리 린리 테일러의 뜻에 따라 붙인 것으로, 페르시아어로 '기쁜 마음'을 뜻하며, 인도 북부 러크나우 지역 곰티 강 인근에 자리잡은 딜쿠샤 궁전[인도의 영국 식민지 시대에 영국인들이 세운 바로크식 여름 사냥 별장]에서 이름을 따왔다. 이 집은 1926년 7월 26일 낙뢰 화재로 손상되기도 하였으나 그 후 복구되었으며, 미국이 제2차 세계 대전에 연합군으로 참전하면서 미국과 일본의 관계가 악화되어고 1942년 일본 제국의 자국령 내 외국인 추방 조치에 의해 조선에서 추방될 때까지 앨버트 테일러는 이 곳에서 거주하였다.
테일러 일가가 추방된 뒤 이 주택은 한동안 자유당 의원 조경규가 소유했다. 1963년 그는 부정축재자로 지목되어 재산을 몰수당했는데 이 때 딜쿠샤도 대한민국 정부 소유로 넘어갔으며 이후 방치되어 빈민들이 무단 점유, 거주하는 집으로 전락하였다. 인근 주민들은 이 건물을 '은행나무집'으로 부르기도 했다.
부근에 권율 장군 집터가 있고, 옛 일화 오성과 한음에서 감나무가 누구 것이냐고 문을 뚫고 손을 들이민 사건이 권율 집에서 일어난 것으로 보아 딜쿠샤 부근이 이 이야기의 장소로 추정되는 듯하나 역사적인 보존물은 현재 없는 상태이다.

## 발굴 과정
오랫동안 이 곳은 양기탁과 어니스트 베델이 함께 발행한 대한매일신보의 사옥으로 추정되어 왔고 1995년부터 서울특별시에 의해 문화재 지정 및 언론박물관 조성이 추진되어 왔다. 그러나 건물 기초에 새겨진 'DILKUSHA 1923'이라는 명문의 진위를 밝히지 못해 사업이 중단되었다가, 앨버트 테일러의 아들 브루스 테일러(Bruce Tickell Taylor, 1919년 2월 28일 ~ 2015년 4월 19일)가 2006년 2월 대한민국을 방문하여 이 집에 관한 정확한 사실을 밝히면서 모든 것이 알려지게 되었다. 브루스 테일러는 서울특별시로부터 명예 시민증을 받았고, 소장하고 있던 서울 사진 17점을 서울특별시에 기증하였다.
이후 2016년 3월에는 브루스 테일러의 딸인 제니퍼 테일러(Jennifer Linley Taylor, 1958년 ~ )가 대한민국을 방문, 조부모의 유품과 딜쿠샤 거주 당시 소장품 등 총 3102점을 서울역사박물관에 기증하였다. 이들 중에는 일제 강점기에 촬영된 딜쿠샤 내부 사진이 있어 딜쿠샤를 복원하는 데 중요한 자료로 평가되고 있다.

## 복원
서울특별시와 기획재정부, 문화재청, 종로구는 2016년 2월 26일 딜쿠샤의 보존, 관리 및 활용을 위한 양해 각서를 체결하였다. 이에 따르면 2019년까지 정부와 서울시의 공동 부담으로 딜쿠샤를 원형으로 복원하고, 문화재로도 지정하여 3.1 운동 100주년이 되는 2019년 민간에 개방한다는 것이다. 그러나 서울시는 건물 내 잔류하던 거주민과의 법적 분쟁 때문에 개방시기를 2020년으로 연기했다.

## 같이 보기
- 앨버트 테일러
- 메리 린리 테일러 (앨버트 테일러의 아내)